# Peter Woeste
Peter Woeste (* 21. März 1959 in Werdohl) ist ein deutscher Diplomat im Ruhestand. Er war deutscher Botschafter in Malawi, Ruanda und El Salvador.

## Leben
Nach dem Abitur studierte Woeste Rechtswissenschaft an der Philipps-Universität Marburg. Er wurde 1978 im Corps Hasso-Nassovia recipiert und zeichnete sich als Senior aus. Er setzte sein Studium an der Universität Lausanne fort und schloss es mit den beiden juristischen Staatsexamen ab. Zwischenzeitlich arbeitete er als Journalist für verschiedene Tageszeitungen. 1986 wurde er in Marburg zum Dr. iur. promoviert.
Woeste ist verheiratet und hat drei Kinder.

## Laufbahn
Nach dem Eintritt in den Auswärtigen Dienst und der Laufbahnprüfung war er von 1991 und 1994 Ständiger Vertreter des Leiters der Botschaft Ulan Batar (Mongolei). Er gehörte zu den Ersten, die das Land nach dem Ende des Kommunismus und der Öffnung zum Westen Anfang der 1990er Jahre bereisten. Aus den daraus gewonnenen Erlebnissen und Eindrücken entstand 1995 der erste deutschsprachige Reiseführer über die Mongolei. Die Neuauflage von 2011 erhielt eine Auszeichnung der Internationalen Tourismusmesse Berlin (ITB BuchAwards).
Nach seiner Rückkehr aus Ulaanbaatar wurde er 1994 zunächst Referent im Arbeitsstab Humanitäre Hilfe im Auswärtigen Amt und anschließend von 1997 bis 2001 Pressereferent an der Botschaft Pretoria (Südafrika). Danach war er bis 2005 als stellvertretender Leiter des Arbeitsstabes Deutsche Internationale Personalpolitik wieder im Auswärtigen Amt tätig sowie danach Organisator der Konferenz zu Naturkatastrophen unter der Schirmherrschaft der Vereinten Nationen. Zwischen 2006 und 2008 war Woeste stellvertretender Leiter der Wirtschaftsabteilung an der Ständigen Vertretung bei der UNO in New York City sowie im Anschluss Referatsleiter in der Abteilung Vereinte Nationen des Auswärtigen Amts. Seine in den USA gewonnenen Erfahrungen verarbeitete er als freiberuflicher Autor in zwei Büchern.
Von 2011 bis 2016 war Woeste als Nachfolger von Rainer Müller Botschafter in Malawi. Ab September 2016 war er Botschafter in Ruanda. Im April 2019 wurde er des Landes verwiesen, nachdem der ruandische Geheimdienst eine E-Mail Woestes abgefangen hatte, in der er den ruandischen Präsidenten Paul Kagame kritisierte.
Nach einer zwischenzeitlichen Tätigkeit als Diplomat in Residence am German Institute of Global and Area Studies in Hamburg wurde er Im Oktober 2020 zum Botschafter in El Salvador ernannt und überreichte am 7. Dezember 2020 sein Beglaubigungsschreiben an den Präsidenten der Republik El Salvador, Nayib Bukele. Zum 30. Juni 2025 wurde Woeste mit Erreichen der Altersgrenze on den Ruhestand versetzt. Seither bewirtschaftet Woeste die familieneigene Safari-Lodge in Sambia.

## Schriften
- Mongolei. DuMont, Köln 1995, ISBN 3-7701-3277-7; Neuauflage: DuMont-Reiseverlag, Ostfildern 2011, ISBN 978-3-7701-7676-2
- Mitten in Amerika. Amüsante Alltagsgeschichten aus dem Land der Träume. Lingen, Köln 2008, ISBN 978-3-938323-84-7
- Barack Obama. Aufbruch in eine neue Zeit. Lingen, Köln 2009, ISBN 978-3-941118-26-3

## Ehrungen
- Klinggräff-Medaille des Stiftervereins Alter Corpsstudenten (1989)[6]